# Ernst Brüche
Ernst Brüche (* 28. März 1900 in Hamburg; † 8. Februar 1985 in Mosbach) war ein deutscher Physiker und Wegbereiter der Elektronenoptik.

## Leben
Nach dem Tod seines Vaters, eines Apothekers und Besitzers einer pharmazeutischen Fabrik, zog Brüches Familie 1914 nach Zoppot bei Danzig. Er studierte Maschinenbau an der TH Danzig und wechselte 1921 zum Studiengang Physik, nachdem Carl Ramsauer an die TH berufen wurde – es war der Beginn einer über dreißigjährigen Freundschaft. Nach seiner Habilitation 1927 wurde er Privatdozent bei Ramsauer und ging mit ihm im April 1928 zur Gründung des AEG-Forschungsinstituts nach Berlin, wo er das physikalische Laboratorium leitete.
Brüche erkannte die weitreichende Bedeutung der elektronenoptischen Arbeiten Hans Buschs und entwickelte schon früh eine Denkweise in Analogie zur Lichtoptik. Er machte 1931 die ersten elektronenoptischen Großaufnahmen emittierender Kathodenoberflächen und entwickelte 1939 das elektrostatische Elektronenmikroskop. In diesen Jahren erschloss er mit seinen Mitarbeitern das neue Gebiet der geometrischen Elektronenoptik. 1941 erhielt er gemeinsam mit sechs anderen Pionieren der Elektronenoptik die Silberne Leibniz-Medaille der Preußischen Akademie der Wissenschaften, 1943 war er Honorarprofessor bei der Universität Berlin.
Nach einer Zwischenstation im Schlesischen Schönberg führte er das Institut im Frühjahr 1945 nach Mosbach in Baden und gründete mit Unterstützung der AEG, später auch der Firma Carl Zeiss in Oberkochen, die Süddeutschen Laboratorien zur Entwicklung und Herstellung von Elektronenmikroskopen. Auf Initiative von Brüche und Bodo von Borries wurde im Februar 1949 in Düsseldorf die Deutsche Gesellschaft für Elektronenmikroskopie (DGE) gegründet. Die erste Tagung der DGE fand im April 1949 in Mosbach statt.
1952 gründete er außerdem das Physikalische Laboratorium Mosbach, das sich mit Anwendungen der Elektronenmikroskopie befasste. Zudem war er als Gründer und langjähriger Herausgeber der Physikalischen Blätter, dem Organ der Deutschen Physikalischen Gesellschaft, weit über das Fachgebiet der Elektronenoptik hinaus bekannt. 1961 war er Honorarprofessor der Universität Karlsruhe.
Durch seine Leistungen war er maßgeblich an der Entwicklung des Elektronenmikroskops beteiligt, der Prioritätsstreit führte zur späten Nobelpreisvergabe an Ernst Ruska erst nach seinem Tod 1985.
1965 wurde Brüche Ehrenmitglied der Deutschen Gesellschaft für Elektronenmikroskopie, 1970 wurde er mit dem Bundesverdienstkreuz erster Klasse ausgezeichnet, 1972 erhielt er die Max Born-Medaille für Verantwortung in der Wissenschaft verliehen, im selben Jahr wurde er Ehrenbürger der Stadt Mosbach.
Er war ab 1929 verheiratet mit Dorothee Lilienthal (* 1905), mit der er gemeinsam auch heimatkundliche Literatur zu Mosbach veröffentlichte und drei Töchter hatte.

## Ehrungen
- 1940: Preis der Lilienthal-Gesellschaft für Luftfahrtforschung (zus. mit Carl Ramsauer, Hans Mahl, Walter Schaffernicht).
- 1941: Silberne Leibniz-Medaille
- 1943: Ehrende Anerkennung von Adolf Hitler.
- 1972: Max Born-Medaille für Verantwortung in der Wissenschaft

## Schriften
- Ernst Brüche: Freie Elektronen als Sonden des Baues von Molekeln. In: Ergebnisse der exakten Naturwissenschaften. 8 (1929), 185–228.
- Ernst Brüche: Zum Entstehen des Elektronenmikroskops. In: Physikalische Zeitschrift. 44 (1943), 176–180.
- Ernst Brüche (Hrsg.): Physiker-Anekdoten: Gesammelt und mitgeteilt von Kollegen. Mosbach 1952
- Ernst Brüche: Gedanken zum 25-jährigen Bestehen des Elektronenmikroskops. In: Physikalische Blätter. 13 (1957), 493–500. doi:10.1002/phbl.19570131103
- Ernst Brüche: Aus dem Leben eines Physikers. Mosbach (Baden) 1971.
- Ernst und Dorothee Brüche: Mosbach in großer Zeit, Mosbach 1959
- Ernst und Dorothee Brüche: Das Mosbach Buch, Mosbach 1978